# Județ de Brașov
Brașov (en hongrois : Brassó megye, allemand : Kreis Kronstadt) est un județ de Roumanie, situé dans le centre du pays, dans la région historique de Transylvanie.
Son chef-lieu est Brașov.

## Liste des municipalités, villes et communes

### Municipalités
(population en 2011)
- Brașov (253 200)
- Săcele (30 798)
- Făgăraș (30 714)
- Codlea (21 708)

### Villes
(population en 2011)
- Ghimbav (4 698)
- Predeal (4 755)
- Râșnov (15 022)
- Rupea (5 269)
- Victoria (7 386)
- Zărnești (23 476)

### Communes
- Apața
- Augustin
- Beclean
- Bod
- Bran
- Budila
- Bunești
- Cața
- Cincu
- Comăna
- Cristian
- Crizbav
- Drăguș
- Dumbrăvița
- Feldioara
- Fundata
- Hălchiu
- Hărman
- Hârseni
- Hoghiz
- Holbav
- Homorod
- Jibert
- Lisa
- Mândra
- Măieruș
- Moieciu
- Ormeniș
- Părău
- Poiana Mărului
- Prejmer
- Racoș
- Recea
- Șercaia
- Șinca
- Șinca Nouă
- Sâmbăta de Sus
- Sânpetru
- Șoarș
- Tărlungeni
- Teliu
- Ticușu
- Ucea
- Ungra
- Vama Buzăului
- Viștea
- Voila
- Vulcan

## Politique
| Parti | Parti                             | Sièges |
| ----- | --------------------------------- | ------ |
|       | Parti national libéral (PNL)      | 16     |
|       | Alliance 2020 USR-PLUS (USR-PLUS) | 8      |
|       | Parti social-démocrate (PSD)      | 8      |
|       | Pro Romania (PRO)                 | 2      |

## Démographie

### Évolution démographique
| 1850    | 1880    | 1890    | 1900    | 1910    | 1920    | 1930    |
| ------- | ------- | ------- | ------- | ------- | ------- | ------- |
| 196 019 | 206 112 | 213 959 | 229 316 | 239 942 | 238 595 | 265 414 |

| 1941    | 1956    | 1966    | 1977    | 1992    | 2002    | 2011    |
| ------- | ------- | ------- | ------- | ------- | ------- | ------- |
| 300 369 | 373 941 | 442 692 | 582 863 | 643 261 | 589 028 | 549 217 |

### Composition ethnique
| Année | Roumains          | Hongrois         | Roms            | Allemands        | Juifs          |
| ----- | ----------------- | ---------------- | --------------- | ---------------- | -------------- |
| 1930  | 148 062 (55,79 %) | 57 054 (21,50 %) | 4 803 (1,81 %)  | 50 585 (19,06 %) | 3 003 (1,13 %) |
| 1956  | 267 683 (71,58 %) | 57 064 (15,26 %) | 6 313 (1,69 %)  | 39 546 (10,58 %) | 1 996 (0,53 %) |
| 1966  | 331 007 (74,77 %) | 65 326 (14,76 %) | 3 405 (2,06 %)  | 40 857 (9,23 %)  | 862 (0,19 %)   |
| 1977  | 457 570 (78,50 %) | 72 956 (12,52 %) | 12 033 (0,06 %) | 38 623 (6,63 %)  | 502 (0,09 %)   |
| 1992  | 553 101 (85,98 %) | 63 558 (9,88 %)  | 15 612 (2,43 %) | 10 059 (1,56 %)  | 162 (0,03 %)   |
| 2002  | 514 161 (87,29 %) | 50 956 (8,65 %)  | 18 313 (3,11 %) | 4 418 (0,75 %)   | 108 (0,02 %)   |
| 2011  | 453 325 (87,84 %) | 39 661 (7,69 %)  | 18 519 (3,59 %) | 2 923 (0,57 %)   | 77 (0,01 %)    |

### Langues
En 2011, la répartition linguistique de la population du județ s'établissait comme suit :
- roumain, 469 473 (85,48 %) ;
- hongrois, 39 699 (7,23 %) ;
- romani, 2 811 (0,51 %) ;
- allemand, 2 684 (0,49 %).

## Tourisme
- Églises fortifiées de Transylvanie
- Liste des châteaux du județ de Brașov
- Liste des musées du județ de Brașov
- Via Transilvanica